# Great Dun Fell
Der Great Dun Fell ist ein Berg im Norden der Pennines in Cumbria, England. Mit einer Höhe von 848 m ist der Great Dun Fell der zweithöchste Berg in den Pennines.

Der Little Dun Fell ist  sein nordwestlicher Nebengipfel  mit einer Höhe von 842 m. (54° 42′ N, 2° 28′ W)

Die beiden Gipfel bilden mit dem Cross Fell einen Bergrücken.

## Radarstation
Auf dem Great Dun Fell befindet sich eine Radarstation, die mit einem Sekundärradar, das sich zusammen mit Primärradareinrichtungen in einer Radarkuppel befindet, die Überwachung des Flugverkehrs im Norden Englands und Süden Schottlands durchführt. Die Radarstation wird von den National Air Traffic Services (NATS) der britischen Flugsicherung betrieben.

Für den Bau und den Betrieb der Radarstation wurde eine Privatstraße gebaut, die als die höchste Straße Großbritanniens gilt.

## Bergbau
Die Hänge des Bergrückens sind von Kanälen sogenannten Hushings durchzogen, die dazu dienten mit Wasser Bodenschichten abzutragen, um an darunter befindliche Bleivorkommen zu gelangen.